# 雷明登斯巴達453半自動霰彈槍
雷明登斯巴達453半自動霰彈槍（英語：Remington Spartan 453，又稱：SPR 453）是一款由俄罗斯位於伊熱夫斯克的槍械製造商伊熱夫斯克機械工廠所研製，並且流行起來的貝加爾MP-153半自動霰彈槍以「貝加爾」的商標名出口的衍生型，它在美国由雷明登所行銷與配布。同樣可發射23⁄4英吋、3英吋和31⁄2英吋12鉛徑霰彈。
斯巴達453相比於其他的半自動霰彈槍型號便宜。它最常用於狩獵鳥類，以及粘土目標遊戲、比如飛碟射擊和雙向飛碟。直到2008年，雷明登停止進口該霰彈槍。

## 資料來源
1. 1 2 3 4  . Remington Arms.   [2012-12-27]. （原始内容存档于2013-01-04）.
2. ↑  SPR453 Firearm Model History on Remington.com 的存檔，存档日期4 January 2013.

## 外部連結
- （英文）—Modern Firearms—MP-153 （页面存档备份，存于）